# Brent Seabrook
Brent Seabrook (Richmond, 20 aprile 1985) è un ex hockeista su ghiaccio canadese.
Ha vinto la medaglia d'oro olimpica nell'hockey su ghiaccio con la nazionale maschile canadese alle Olimpiadi invernali di Vancouver 2010.
A livello giovanile ha conquistato una medaglia d'oro (2005) e una medaglia d'argento ai mondiali Under-20 ed una medaglia d'oro (2003) ai mondiali Under-18.
Dal 2005 al 2021 ha militato in NHL vestendo sempre la casacca dei Chicago Blackhawks, con cui ha disputato 1114 incontri di regular season e 123 nei play-off e con cui ha vinto tre Stanley Cup (2010, 2013 e 2015).